# Волост
Волост (на руски: во́лость, от женски род) е бивша административно-териториална единица в Русия и Съветския съюз. Общото значение е „селска територия, подчинена на град“.

## История
В Древна Русия цялата територия на княжеството се нарича волост. До XVIII век в Русия няма единно административно-териториално деление – тя се дели на уезди, станове и др., които на свой ред включват такива единици като пътища, дялове, волости, сотни и пр.
Петър I провежда реформа на висшите административно-териториални единици, като са образувани губернии. При управлението на Екатерина II броят на губерниите е увеличен, а те са разделени на уезди. При Павел I продължава унифицирането на административно-териториалното деление, като за селски територии с казьонни селяни (обслужвали императора и рода му) е създадена (1797) административната единица волост с органи за местно самоуправление. През 1837 – 1841 г. волостите са разделени на селски общини (сельские общества). След отмяната (1861) на крепостното право от Александр II са въведени волости и за останалите крепостни селяни: на дворяните и помешчиците. Така се утвърждава 4-степенна система от административно-териториални единици: губерния – уезд – волост – община.
В хода на административно-териториалната реформа от 1923 – 1929 г. в СССР волостите са закрити и се въвежда административно-териториално деление, в което основните единици са областите и районите.

## Управление
Системата на управление във волостите се развива значително с реформата, започнала през 1861 г. и довела до пълна отмяна на крепостното право. То се основава на нормативен документ с име „Общее положение о крестьянах, вышедших из крепостной зависимости“ (1861).
Всяка селска община има селско събрание (сельский сход), което избира селските длъжностни лица – селския старшина (сельский староста), събирача на данъци, стотници, десетници и др.) и разрешава разпределението на налозите, някои поземлени въпроси, дребни полицейски дела.
Волостното управление (според акта от 1861 г.) включва:
- волостно събрание (волостной сход)
- волостен старшина (волостной старшина)
- волостна управа (волостное правление) – при старшината
- волостен селски съд (волостной крестьянский суд)

## Национални волости
Имало е също „национални волости“ в региони със значителни етнически малцинства – както в Руската империя, така и в СССР до реформата от 1920-те години.
В съвременната Руска федерация е съществувала Вепска национална волост с права на муниципален район в Република Карелия от 1994 до 2005 г. Понастоящем в редица региони на Русия (например в Псковска област) волости се наричат т.нар. селски поселения (сельские поселения), включващи по няколко села.